# Savigny-Poil-Fol
 Savigny-Poil-Fol  es una población y comuna francesa, situada en la región de Borgoña, departamento de Nièvre, en el distrito de Ville de Château-Chinon y cantón de Luzy.

## Demografía
| 250 | 193 | 163 | 147 | 133 | 104 |
| Para los censos de 1962 a 1999 la población legal corresponde a la población sin duplicidades (Fuente: INSEE [Consultar]) |     |     |     |     |     |